# Camino de Guanajuato
Camino de Guanajuato, en algunas ocasiones citada o mencionada como Caminos de Guanajuato, es una canción tradicional mexicana ranchera, obra del compositor y cantante mexicano José Alfredo Jiménez y dedicada al estado de Guanajuato, del cual el compositor era originario. Fue la cuarta canción más exitosa en México en 1954, y es una de las piezas musicales más características del repertorio de su autor y parte muy reconocible del folclor mexicano.

## Origen
Esta canción fue compuesta para celebrar u homenajear al estado mexicano de Guanajuato. Sin embargo, al parecer, tiene su origen en la petición de realizar una canción en honor a Guanajuato, hecha por su hermano Ignacio, quien poco tiempo después de formularla, falleció, víctima de un accidente de trabajo en la ciudad de Salamanca en 1953. La canción fue compuesta y grabada ese mismo año y una partitura musical fue registrada por su autor en 1954.

## Letra y versiones
La letra celebra al estado mexicano de Guanajuato. Sin embargo, probablemente por el motivo de su origen ya comentado, tiene un tono de tristeza el cual queda evidenciado en algunas de sus estrofas:

No vale nada la vida,
 la vida no vale nada,
 comienza siempre llorando
 y así, llorando se acaba.
 Por eso es que en este mundo,
 la vida, no vale nada.

…

Camino de Guanajuato,
 que pasas por tanto pueblo,
 no pases por Salamanca
 que ahí me hiere el recuerdo.
 Vete rodeando veredas,
 no pases, porque me muero.

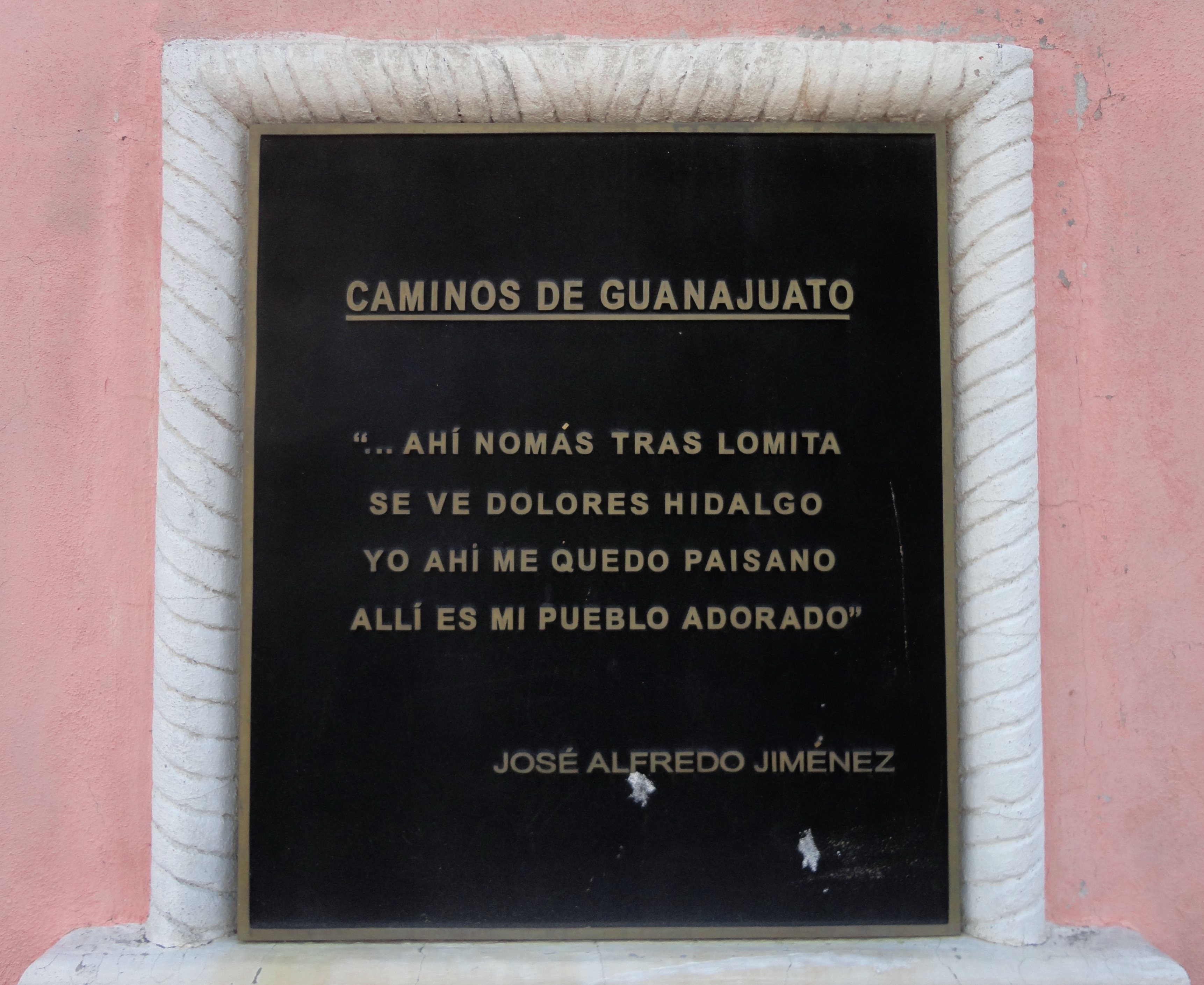
En el pueblo natal del compositor, existe una placa con la parte final de la letra.

Una de las primeras interpretaciones que popularizó el tema, fue la versión grabada por Pedro Infante en 1953. aunque probablemente la versión más emblemática de la canción sea la del propio José Alfredo Jiménez acompañado por el Mariachi Vargas de Tecalitlán. Se pueden mencionar también las versiones de Antonio Aguilar,  la de él mismo a dúo con Luis Aguilar, Francisco “El Charro” Avitia, Lola Beltrán, Los Alegres de Terán y Vicente Fernández en el contexto mexicano, y en el contexto internacional existe una versión en serbocroata, intitulada "Bez Tebe" del cantante Slavko Perovic, quien además adaptó la letra a ese idioma.

## Motivos culturales
En la letra de «Camino de Guanajuato», se mencionan algunos lugares o sitios relevantes de Guanajuato:
- León, es la ciudad más grande de su estado, poblacionalmente hablando.
- Salamanca, municipio y ciudad del mismo nombre.
- Camino de Santa Rosa, por la estrofa de la canción que menciona "camino de Santa Rosa, la Sierra de Guanajuato"; nos remite de inmediato a aquella antigua vía terrestre de comunicaciones de la época de la colonia y que hoy es una carretera muy usual; que preciso cubre la ruta de la ciudad capital Santa Fe de Guanajuato a Dolores Hidalgo, subiendo y bajando la Sierra de Santa Rosa - "ahí nomas tras lomita, se ve Dolores Hidalgo" - para llegar a destino en la citada cabecera municipal de Dolores Hidalgo. Es probablemente que también se refiera al camino que conduciendo a Santa Rosa de Lima, iba de Celaya, casi en el extremo oriental, a León, en el extremo occidental del estado. Al final de la segunda década del siglo XXI, aproximadamente por la región descrita, pasa la Carretera Federal 45.[17]
- El Cerro del Cubilete, montaña en el municipio de Silao donde se encuentra un Cristo monumental construido en la década de los años 1940.
- Dolores Hidalgo, municipio y ciudad del mismo nombre, cuna de la independencia de México y lugar natal de José Alfredo Jiménez donde se encuentra su tumba.

En 1955, se entrena la película «Camino de Guanajuato», del director Rafael Baledón, protagonizada por Lola Beltrán, José Alfredo Jiménez, Demetrio González y María Gentil Arcos.
El verso: «La vida no vale nada» de la primera estrofa de esta canción, constituye el epitafio de la tumba de José Alfredo Jiménez.